# Jaguar XE
Jaguar XE (кодова назва X760) — автомобіль середнього-класу з алюмінієвим кузовом, що дебютував в 2014 році.

## Опис

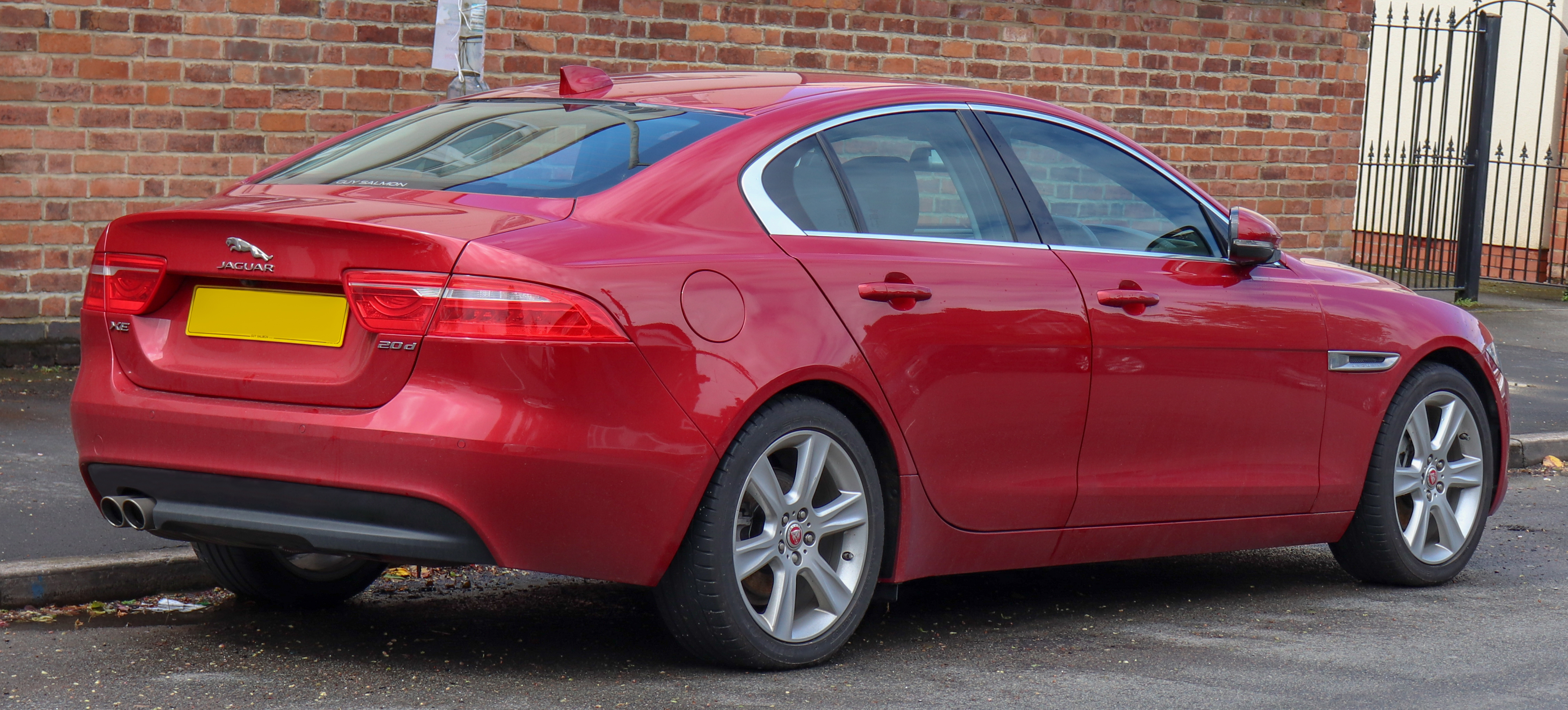
Jaguar XE

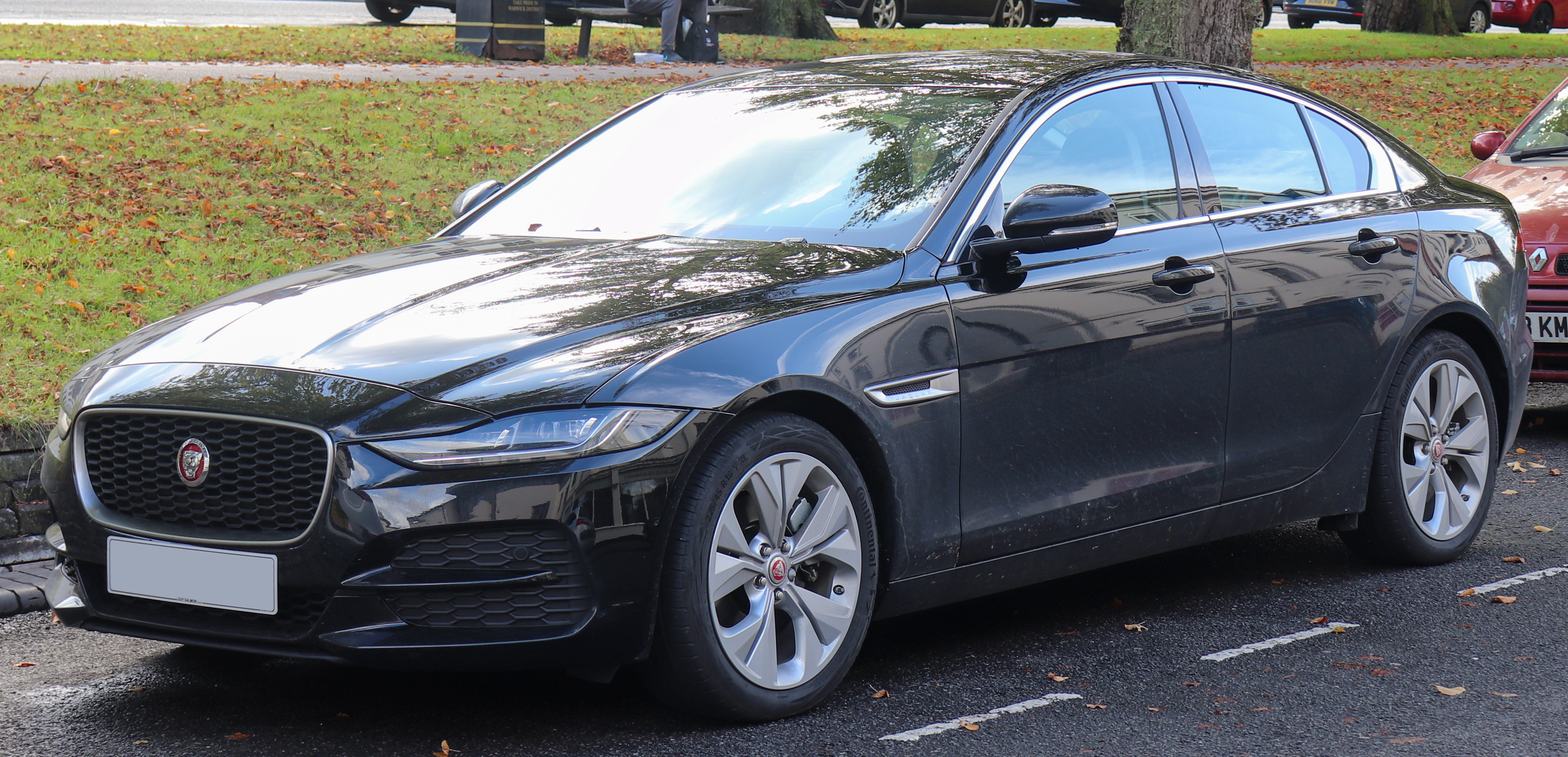
Jaguar XE (з 2019)

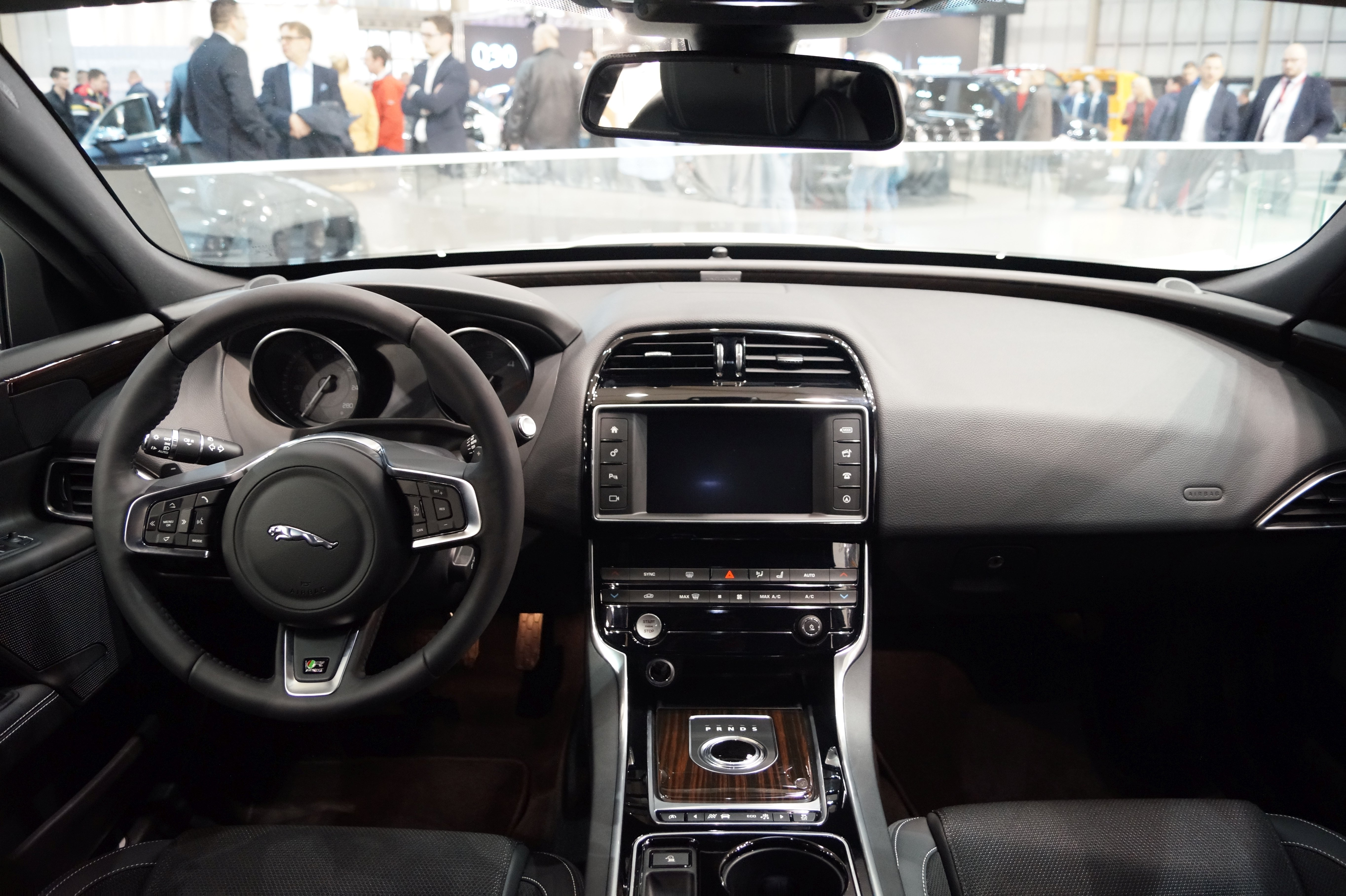
Jaguar XE

Автомобіль зайняв ту ж нішу, яку до нього займав Jaguar X-Type. Автомобіль може з легкістю змагатися з такими флагманами як BMW 3 Серії, Mercedes-Benz C-Клас, Audi A4, Lexus IS та ін. У 2016 році автомобіль вдруге завоював звання «Компактний виконавчий автомобіль року». За останній час ХЕ був значно вдосконалений, про що свідчить новий двигун, який належить до лінійки «Ingenium», ксенонові фари і алюмінієва рама.
Інтер'єр автомобіля досить лаконічний, але дорогий і комфортний, хоча на думку деяких експертів, розробники злегка здешевили салон, що можна помітити по пластмасовій обробці - замість м'якого і приємного на дотик пластика, у салоні тепер присутні жорсткі конструкції. Всі моделі ХЕ комплектуються: сенсорним дисплеєм навігації, клімат-контролем, круїз-контролем, Bluetooth і радіо DAB. Салон розрахований на 5 осіб. Крісла автомобіля обшиті шкірою і забезпечують відмінну бічну і поперекову підтримку. Багажний відсік автомобіля досить компактний, об'ємом 450 літрів. Зовнішній дизайн ХЕ багато у чому нагадує старішу версію XF. Передня частина автомобіля отримала більш агресивну оптику, яка відмінно поєднується з аеродинамічним обвісом і великою чорною решіткою радіатора із згладженими кутами, яка демонструє спортивний характер Ягуара. Автомобіль комплектується 18-дюймовими легкосплавними дисками. Габарити ХЕ рівні: довжина–4672 мм, ширина–2075 мм, висота–1416 мм, колісна база–2835 мм.
У 2020 році Jaguar зробив повний рестайлінг моделі XE. У автомобіля залишився лише один чотирьохциліндровий турбований двигун потужністю 247 або 296 кінських сил. Обидві версії мотора поєднуються з восьмиступеневим "автоматом". Також з'явилася гібридна версія D200 вартістю від £30 205. 
Для Jaguar XE більше недоступні V6 та турбодизельний силові агрегати.

### SV Project 8

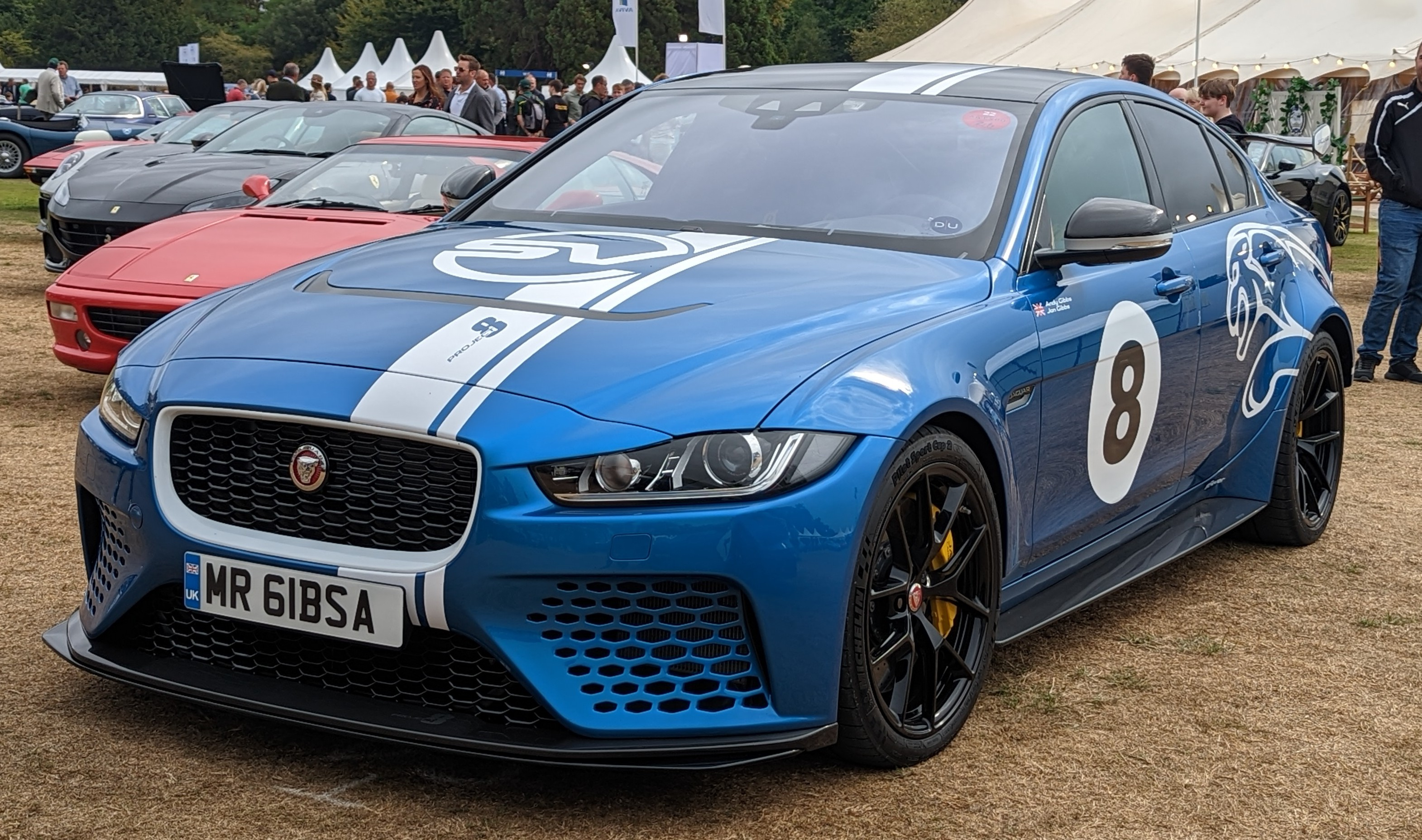
Jaguar XE SV Project 8

Спеціальна високопродуктивна версія XE з обмеженим виробництвом під назвою SV Project 8 дебютувала на фестивалі швидкості в Гудвуді 2017 року. Базовий автомобіль був модифікований командою Special Vehicle Operations (SVO) Jaguar Land Rover з кузовними панелями з вуглецевого волокна та аеродинамічними допоміжними елементами, включаючи передній спліттер і заднє крило, внутрішню обробку з вуглецевого волокна та алькантари, 400-мм вуглецево-керамічні гальмівні диски спереду з шістьма-поршневими супортами, унікальні 20-дюймові колеса з шинами Michelin Sport Cup 2, а також версія 5,0-літрового Jaguar AJ-V8 з наддувом і проміжним охолодженням 592 к.с.
Загальний обсяг виробництва обмежений 300 авто.

## Двигуни
Бензинові:
- Р4 2.0 л Ingenium Turbo (XE 2.0 Petrol 200) 200 к.с. (280 Нм)
- Р4 2.0 л Ingenium Turbo (XE 2.0 Petrol 240) 240 к.с. (340 Нм)
- V6 3.0 л AJ-V6 (XE S) 340 к.с. (450 Нм)
- V6 3.0 л AJ-V6 (XE S) 380 к.с. (450 Нм)
- V8 5.0 л AJ-V8 (XE SV Project 8) 592 к.с. (700 Нм)

Дизельні:
- Р4 2.0 л Ingenium (XE 2.0 Diesel 163) 163 к.с. (380 Нм)
- Р4 2.0 л Ingenium (XE 2.0 Diesel 180) 180 к.с. (430 Нм)
- Р4 2.0 л Ingenium (XE 2.0 Diesel 240) 240 к.с. (500 Нм)

## Продажі
| рік    | авто    |
| ------ | ------- |
| 2015   | 23,621  |
| 2016   | 44,095  |
| 2017   | 38,696  |
| 2018   | 30,654  |
| 2019   | 25,951  |
| всього | 163,017 |